# Margaret Wilson (écrivain)
Pour les articles homonymes, voir Margaret Wilson.
Margaret Wilson, née le 16 janvier 1882 à Traer, dans l’Iowa et morte le 6 octobre 1973  à Droitwich Spa en Angleterre, est une écrivaine américaine.

## Biographie
Elle obtient le prix Pulitzer en 1924 pour The Able McLaughlins.

## Œuvre
Ses œuvres ne sont pas traduites en français.

### Romans
- The Able McLaughlins (1923)
- The Kenworthys (1925)
- The Painted Room (1926)
- Daughters of India (1928)
- Trousers of Taffeta (1929)
- The Dark Duty (1931)
- The Valiant Wife (1933)
- The Law and the McLaughlins (1936)

### Roman de littérature d'enfance et de jeunesse
- The Devon Treasure Mystery (1939)

### Autre publication
- The Crime of Punishment (1931)